# Someday at Christmas (Jackie Evancho)
Someday at Christmas è un album in studio natalizio della cantante statunitense Jackie Evancho, pubblicato nel 2016.

## Tracce
1. Someday at Christmas – 4:18
2. Do You Hear What I Hear – 4:11
3. Guardian Angels (con Plácido Domingo) – 3:51
4. Little Drummer Boy – 3:09
5. It Came Upon a Midnight Clear – 3:40
6. Pie Jesu (con Plácido Domingo) – 3:59
7. Christmas Waltz – 3:26
8. Hallelujah (con Peter Hollens) – 4:08
9. The Christmas Song – 3:39
10. O Holy Night (featuring Vittorio Grigolo) – 4:11
11. Have Yourself a Merry Little Christmas – 3:50
12. Little Drummer Boy (featuring Il Volo) – 3:09